# The League of Super Evil
The League of Super Evil is een Canadese animatieserie, die sinds 7 maart 2009 te zien is. De serie wordt in Canada uitgezonden op YTV. In Nederland is de serie in nagesynchroniseerde vorm te zien op Nickelodeon.
De serie is een productie van Nerd Corps Entertainment in samenwerking met YTV, en is met de computer getekend. De serie telt 68 afleveringen, die elk zijn opgesplitst in 2 kleinere afleveringen.

## Plot
De serie is een parodie op SPECTRE. Centraal staat een team van incompetente superschurken, die proberen de wereld of anders in elk geval hun stadje Metroville te veroveren. Ze smeden een groot aantal kwade plannen, die altijd door hun eigen stommiteiten of het feit dat ze te complex zijn in het honderd lopen. Daarbij zijn hun plannen vaak niet echt een bedreiging voor hun omgeving. De schurken worden maar zelden serieus genomen en zijn ook het mikpunt van spot door andere, wel bedreven superschurken.

## Hoofdpersonages
VoltarDe leider van de League of Super Evil, en is vaak het brein achter de plannetjes. Hij bereikt vaak onbewust dingen, maar door zijn acties gaat het dan ook weer mis. Hij is klein van stuk, narcistisch, en een sociopaat. Zijn plannen zijn vaak meer irritant dan echt kwaadaardig. Zijn ogen zijn zwart met gloeiende, gele pupillen.
Fred Stennis (Red Menace)Het grootste en sterkste lid van de League, maar tevens het zachtaardigst. Fred is niet kwaadaardig. Integendeel, hij doet altijd juist goede dingen, en daarom is hij vaak de oorzaak van de problemen, maar hij is ook degene die deze problemen het vaakst weer oplost. Alleen tegen echt slechte mensen gebruikt hij zijn brute kracht.
Dr. Frons (Dr. Frogg)Een stereotype gestoorde professor. Frons is het kwade genie van het team. Hij creëert alle wapens en spullen en hij is ook de enige die echt kwade plannen heeft. Hij heeft geen handen maar metalen klauwen, waardoor hij moeite heeft met bepaalde dingen, zoals krabben als hij ergens jeuk heeft. Hij is de slimste van de groep, maar Voltar geeft hem nooit de kans zijn genialiteit optimaal te benutten om een plan uit te werken dat mogelijk wel kans van slagen heeft.
DoomageddonHet huisdier van het team. Hij is een monsterlijke hond met de gave tot teleportatie, vliegen, onzichtbaar worden en het aanpassen van zijn eigen formaat. Hij eet vaak Dr. Frons op. Zijn uitwerpselen zijn radioactief. Doomageddon is zo mogelijk het gevaarlijkste lid van de League, maar hij is te lui om zijn krachten optimaal te gebruiken en keert zich vaak tegen zijn baasjes. Alleen naar Fred luistert hij goed.
HenchbotsDe robotische handlangers van de League.
SkullossusDe gevaarlijkste superschurk ter wereld. Veel andere schurken hebben ontzag voor hem. Hij bezit een groot ruimteschip en meerdere robots. Voor de League is hij hun grootste rivaal.
GeneEen vaste tegenstander van de League. Hij wil graag een superheld worden. In de serie heeft hij meerdere baantjes zoals suppoost in een museum en schoonmaker, maar wordt telkens ontslagen.
Generaal SergeantDe commandant van het leger. Hij is de aartsvijand van Skullossus. De League komt hem ook geregeld tegen, maar hij ziet hen niet als een bedreiging.
Force Fighters VEen team superhelden gebaseerd op Power Rangers/Super Sentai. Ze dragen felgekleurde pakken en beschikken over een mecha.

## Nederlandse nasynchronisatie
- Voltar  - Hein van Beem
- Red Menace  - Kevin Hassing
- Dr Frons - Timo Bakker
- Generaal Sergeant Just Meijer
- Gene Wiebe Pier Cnossen

Bij Wim Pel Producties BV wordt de Nederlandse nasynchronisatie ingesproken.